# Карло Маттеуччі
Ка́рло Маттеу́ччі (італ. Carlo Matteucci; 20 червня 1811 — 24 червня 1868) — італійський фізик і нейрофізіолог, піонер у вивченні біоелектрики а також державний діяч.

## Життєпис
Карло Маттеуччі народився у місті Форлі в історичному регіоні Романья, у сім'ї лікаря Вінченцо Маттеуччі та К'яри Фольфі. Він вивчав математику в Університеті Болоньї з 1825 по 1828 рік, здобувши докторський ступінь у 1829 році. З 1829 по 1831 рік він навчався в Політехнічній школі у Парижі (Франція). Після повернення до Італії Маттеуччі навчався в Болоньї (1832), Флоренції, Равенні (1837) та Пізі. Він добре зарекомендував себе як керівник лабораторії лікарні Равенни та став професором фізики в місцевому коледжі. У 1840 році, за рекомендацією Франсуа Араго (1786—1853), його наставника з Політехнічної школи, великому герцогу Тоскани, Карло Маттеуччі обійняв посаду професора фізики в Пізанському університеті.
Натхненний роботами Луїджі Гальвані (1737—1798) з вивченню біоелектрики, Маттеуччі розпочав у 1830 році серію експериментів, які він проводив до кінця свого життя. Використовуючи чутливий астатичний гальванометр конструкції Леопольдо Нобілі, він зміг довести, що пошкоджені збудливі біологічні тканини генерують постійні електричні струми. На основі цього Матеуччі зміг розробити те, що він назвав «реоскопічною жабою», використовуючи розрізаний нерв жаб'ячої лапки та прикріплений до нього м'яз як своєрідний чутливий детектор електрики. Його робота в галузі біоелектрики безпосередньо вплинула на дослідження, проведені у Берліні німецьким фізіологом Емілем Дюбуа-Реймоном (1818—1896), який зробив спробу повторити експерименти Маттеуччі та зрештою відкрив потенціал дії нерва. У 1844 році за свої дослідження Маттеуччі був нагороджений медаллю Коплі від Королівського товариства.
З 1847 року він почав брати активну участь у політиці. Був сенатором Великого герцогства Тосканського, у 1848—1849 роках — секретар Сенату Великого герцогства Тосканського. З 1859 року — член Державної ради Великого герцогства Тосканського. У 1860 році після приєднання Великого герцогства Тосканського до Сардинського королівства був обраний сенатором Сардинського королівства, одночасно ставши генеральним інспектором італійських телеграфних ліній. Два роки по тому його призначили міністром освіти Італії. У 1864—1868 роках Маттеуччі був віцепрезидентом Вищої ради народної освіти.
Маттеуччі помер у Ліворно в 1868 році.

## Публікації

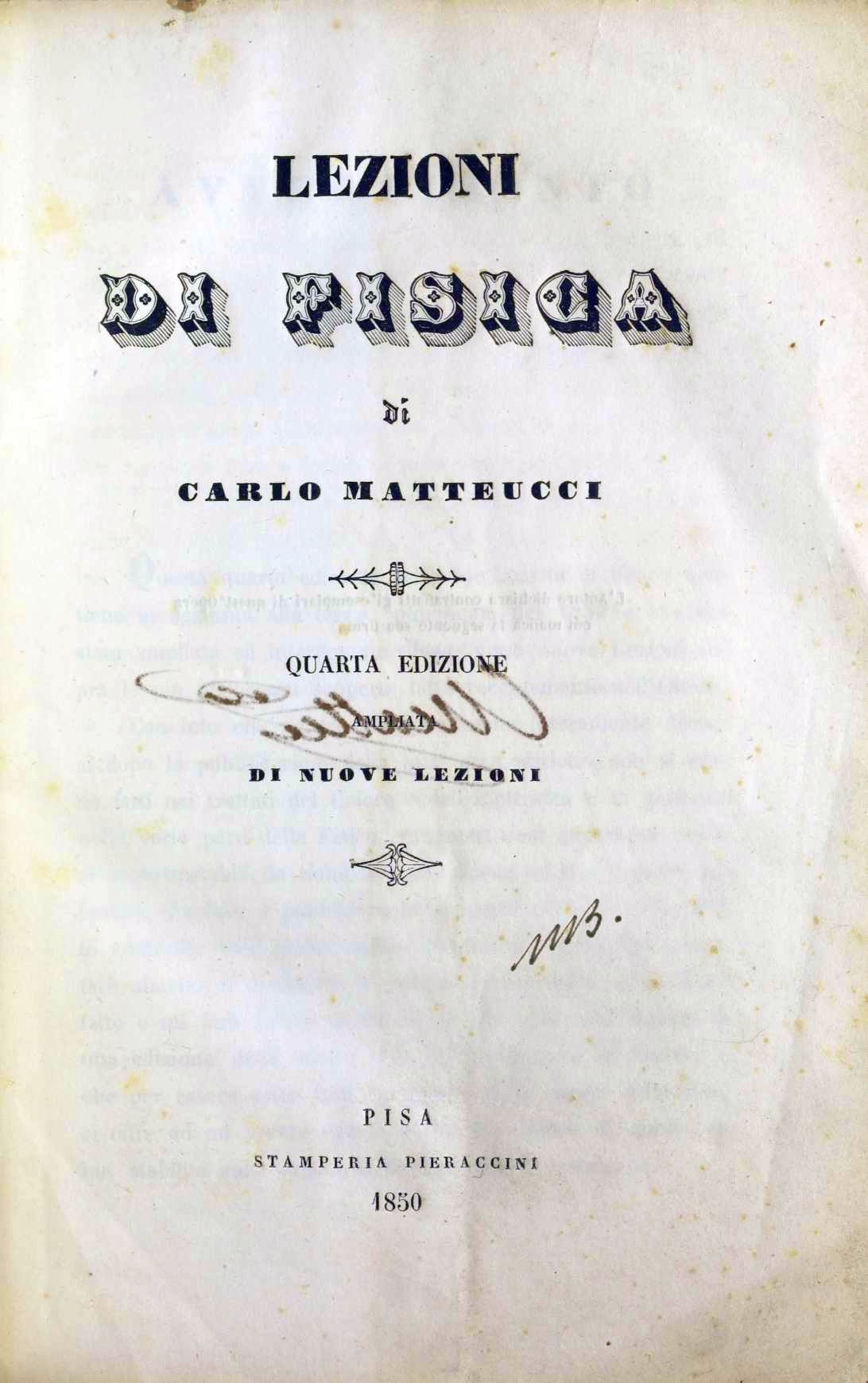
Lezioni di fisica, 1850

Маттеуччі автор низки книжок, серед них чотирьох наукових монографій з фізики:
- Lezioni di fisica (2 vols., Pisa, 1841)
- Lezioni sui fenomeni fisico-chimici dei corpi viventi (Pisa, 1844)
- Manuale di telegrafia electrica (Pisa, 1850)
- Cours spécial sur l'induction, le magnétisme de rotation, etc. (Paris, 1854).
- Trattato dei fenomeni elettrofisiologici degli animali (1844)
- Lezioni di fisica [Physics lessons] (італ.). Pisa: Pieraccini. 1850.
- Corso di elettrofisiologia (1857)
- Corso di elettro-fisiologia [Course in Electro-physiology] (італ.). Torino: Castellazzo e Vercellino. 1861. (1861)

Його численні статті були опубліковані у період з 1829—1858 років у французькому науковому виданні Annales de chimie et de physique; більшість із них також з'являлися в той час в італійських наукових журналах. Вони майже завжди були пов'язані з електричними явищами, такими як обертання площини поляризації світла в магнітному полі, робота газової батареї, вплив деформації кручення на магнетизм, електрична поляризація діелектриків тощо.
Дев'ять мемуарів під назвою Electro-Physiological Researches були опубліковані у Philosophical Transactions of the Royal Society протягом 1845—1860 років.

## Нагороди
- Орден Святих Маврикія та Лазаря:
  - Кавалер Великого хреста (1865)
  - Командор (1859)
  - Кавалер
- Великий офіцер ордена Корони Італії (1868)
- Савойський цивільний орден (1860)
- Кавалер ордена Святого Стефана Великомученика (Велике герцогство Тосканське)
- Кавалер ордена Святого Йосипа (Велике герцогство Тосканське)
- Орден Почесного легіону (Франція):
  - Командор
  - Кавалер

## Вшанування пам'яті
На вшанування пам'яті про Маттеуччі з 1868 року за фундаментальний внесок у прогрес науки Національною академією наук Італії присуджується медаль Маттеуччі. Першим лауреатом нагороди став Герман фон Гельмгольц, а серед нагороджених згодом були Томас Едісон, Альберт Ейнштейн, Ернест Резерфорд та інші видатні науковці.